# Катастрофа Ан-24 под Новосибирском
Катастрофа Ан-24 под Тогучином — авиационная катастрофа, произошедшая в среду 1 апреля 1970 года в Новосибирской области. Авиалайнер Ан-24Б Толмачёвского ОАО авиакомпании «Аэрофлот» выполнял плановый внутренний рейс SU-1661 по маршруту Новосибирск — Красноярск — Братск, но через 25 минут после вылета из Новосибирского аэропорта Толмачёво лайнер резко перешёл в пикирование и начал разрушаться в воздухе. Вскоре разрушенный лайнер рухнул на поле совхоза «Завьяловский» и полностью разрушился. Погибли все 45 человек на борту — 40 пассажиров и 5 членов экипажа.
Катастрофа рейса 1661 стала крупнейшей авиационной катастрофой в истории Новосибирской области.

## Самолёт
Ан-24Б с бортовым номером 47751 (заводской — 79901204) был выпущен заводом Антонова в 1967 году. Всего на момент катастрофы авиалайнер имел в общей сложности 3975 часов налёта и 3832 посадки.

## Экипаж

### Экипаж
Ан-24 пилотировал экипаж из 11-го авиаотряда, состав которого был:
Командир воздушного судна (КВС) — Алексей Фёдорович Никитин
Второй пилот — Филипп Григорьевич Овчинников
Штурман — Анатолий Викторович Дёмин
Бортмеханик — Анатолий Иванович Емельянов
В салоне авиалайнера работала стюардесса Валентина Михайловна Судакова

### Пассажиры
На борту находилась юношеская команда по волейболу, возвращались домой в г.Красноярск.

## Катастрофа
В 03:42 по местному времени рейс 1661 вылетел из Новосибирского аэропорта Толмачёво, его выполнял Ан-24Б борт СССР-47751, который летел из Новосибирска в Братск с промежуточной посадкой в Красноярске.
Небо было затянуто слоистыми облаками с нижней границей 900 метров и верхней до 11 километров, до высоты 1500 метров слабое обледенение, температура воздуха 0 °C. В 03:53 диспетчер дал разрешение экипажу начинать набор высоты и занимать предписанный эшелон 6000 метров. В 04:10 диспетчер попытался вызвать самолёт, но экипаж не отвечал.
Летящий в темноте в облаках Ан-24 в 131 километре от аэропорта Толмачёво на высоте 5400 метров врезался, предположительно, в радиозонд. От удара у самолёта был разрушен носовой обтекатель радиолокатора и повреждена кабина пилотов. Потеряв управление, авиалайнер понёсся к земле. На высоте 2000 метров при скорости 700 км/ч из-за колоссальных аэродинамических перегрузок оторвались крыло и стабилизатор. Пролетев ещё 2,5 километра, фюзеляж с поступательной скоростью 300 км/ч и с вертикальной 60 м/с врезался в поле совхоза «Завьяловский» в 142 километрах от аэропорта вылета и полностью разрушился. Весь полёт продолжался 25 минут 25 секунд.

## Причины катастрофы
При изучении района падения обломков носового обтекателя были также найдены остатки двух радиозондов Гидрометеослужбы, из чего был сделан вывод, что наиболее вероятной причиной катастрофы стало столкновение Ан-24 с шаром-радиозондом.